# Badia Calavena
Badia Calavena (Badia in dialetto locale, kam' Àbato in cimbro) è un comune italiano di 2 671 abitanti della provincia di Verona in Veneto.

## Geografia fisica
Badia Calavena dista da Verona 32 chilometri e si trova a nord est del capoluogo provinciale. È situato nella media Val d'Illasi a un'altitudine di 470 m s.l.m.
Confina a nord con Selva di Progno, a est con Vestenanova, a sud con Tregnago, a ovest con San Mauro di Saline e Velo Veronese.
Si sviluppa lungo la SP10 dell'omonima valle, che mette in comunicazione Colognola ai Colli con Giazza.

## Origini del nome
L'etimo sembra da ricondurre ad un personale latino Calavius, con un suffisso -ena tipico della toponomastica etrusca.

## Storia
Quello di Badia è numerato da Carlo Cipolla come il secondo insediamento cimbro della Lessinia dopo Roverè nel 1333 e lo descrive come numeroso. Vi sono stati ritrovati reperti che risalgono all'età del Ferro.
I primi documenti scritti risalgono al 1040 quando, sotto la giurisdizione del vescovo di Verona, Walterio, tedesco, si costruì un castello sul colle San Pietro andato quasi subito distrutto. Sulle rovine fu costruito il Monastero dei SS. Pietro, Vito e Modesto con monaci tedeschi dell'Ordine di San Benedetto come l'abbazia di San Zeno a Verona. Nel 1185 papa Lucio III, avendo la sede del papato a Verona, visitò e consacrò la Chiesa. L'abbazia fu detta della Calavena perché sorta nel pezzo di vallata detto Calavena. Il nome del paese sottostante deriva da questa Badia della Calavena.

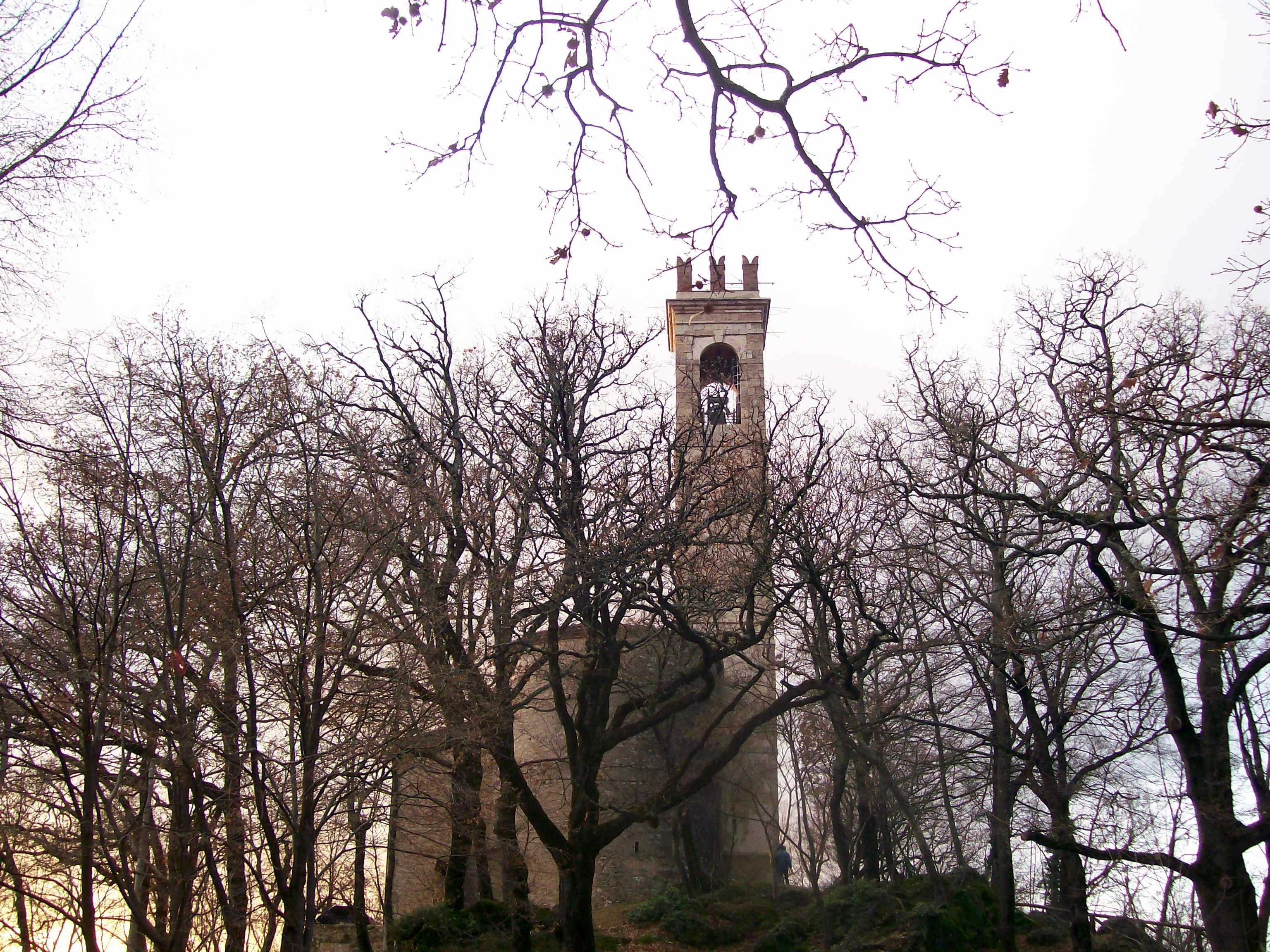
Abside e campanile dell'abbazia di S. Pietro.

Singolare il legame con i tedeschi e con la cultura tedesca in periodo precimbrico. Le liti fra Abbazia e Cimbri iniziarono dai primi giorni: un atto del 10 gennaio 1333 cita una lite tra il monastero e gli abitanti di Badia per pascoli e terreni. Altre liti vi furono nel XVI secolo, quando i badiesi cercarono di sfruttare la decadenza dell'Abbazia.
È del XV secolo la nascita dell'abitato vero e proprio di Badia che si sviluppò parallelamente alla decadenza della vecchia abbazia. Vecchi documenti riportano la presenza solo di un'osteria e di una beccaria (macelleria) nel 1442. Precedentemente le case erano nel perimetro del monastero che comprendeva la parte alta del paese.
All'inizio del XV secolo, nel 1403, Caterina Visconti creò il Vicariato della Montagna dei Tedeschi detto anche della Montagna alta del Carbon. Nel 1630, anche Badia fu fortemente colpita dalla peste, tuttora ricordata a Sprea in una cerimonia dedicata a san Rocco.Sotto il dominio napoleonico nel 1797 Badia divenne capoluogo del Distretto della Montagna e i 13 antichi comuni cimbri veronesi persero la loro forte autonomia.

### Simboli
Lo stemma e il gonfalone sono stati concessi con DPR del decreto 2 aprile 1990.
Il gonfalone è un drappo di bianco.

## Società

### Evoluzione demografica
Abitanti censiti

## Peper Park
Il Peper Park è il parco delle energie pulite e rinnovabili. Comprende tutto il territorio del comune di Badia Calavena.
Il nome deriva dall'acronimo di Parco delle Energie Pulite E Rinnovabili. È stato scelto con un concorso tra gli studenti delle scuole comunali, a testimonianza del coinvolgimento attivo della cittadinanza in questo progetto.
Nasce come idea dell'amministrazione comunale che nel 2004 ha attivato uno sportello informativo sulle energie rinnovabili, punto di riferimento per indirizzare i cittadini all'utilizzo dell'energia "pulita". Sul territorio comunale sono presenti diversi impianti, visitabili dal pubblico, di proprietà comunale per la produzione di energia con fonti rinnovabili: fotovoltaico da 10 kWp, solare termico, impianti a biomassa legnosa cippata per il riscaldamento della scuole e di altri edifici pubblici. Nel 2008 viene installato a Badia Calavena il primo impianto macroelico del Veneto: un generatore da 1,35 MW che produce circa 2000000 kWh/anno.
L'idea alla base del parco è che l'attenzione alle fonti rinnovabili, e in generale al territorio, possa essere valorizzata e che lo stesso territorio possa diventare "strumento didattico".
Si inventa quindi il Peper Park, con l'idea che tutto il territorio sia un grande parco da visitare, a partire dal turismo a piedi, in bici e cavallo e, ancora, la valorizzazione del turismo enogastronomico e culturale non dimenticando il nuovo turismo "didattico" ed ecologico.
Si è proceduto quindi a valorizzare le più antiche attrezzature turistiche, recuperando e segnalando 20 sentieri che coprono l'intero territorio comunale che dal capoluogo e dalle frazioni portano alla scoperta del territorio, dei paesaggi, delle contrade e delle altre peculiarità presenti. I sentieri sono ispirati ai quattro elementi naturali: acqua, aria, terra e fuoco e segnalati in modo accurato. Possono essere percorsi a piedi; alcuni anche in mountain bike oppure a cavallo. 
Vengono inoltre promosse e valorizzate le altre risorse quali: i prodotti tipici ("bogoni" (chiocciole), tartufi, marroni), l'enogastronomia tipica, i prodotti artigianali, le manifestazioni locali. Il tutto in una filosofia di crescita economica e culturale fondata sulla sostenibilità in senso lato e l'utilizzo delle energie rinnovabili.
"La Casa di Peper", in frazione di Sant'Andrea di Badia Calavena, è il cuore del parco: centro di organizzazione, promozione e divulgazione delle diverse attività che vengono proposte. Ospita il centro servizi turistici, l'osservatorio permanente delle energie rinnovabili e alternative con sala conferenze e sala di microfunzionamenti, l'ostello con 22 posti letto ed infine il bar stuzzicheria.

## Monumenti e luoghi d'interesse

### Architetture religiose
- Chiesa di Monte San Pietro - XVI secolo
Fu il primo insediamento del monastero dei monaci benedettini a Badia. Rimane un importante riferimento religioso e culturale nella zona. Attualmente ospita nelle stanze adiacenti alla chiesa un originale museo dedicato alla selce e alla pietra focaia.
- Abbazia del Maffei - XV secolo
È un monastero eretto intorno al 1430 da un giovane abate veronese, ricco e nobile di nome Maffeo Maffei. Ingloba edifici più antichi sostituendo quello di Monte San Pietro. Il monastero passò successivamente alla Congregazione di Santa Giustina di Padova e infine alla Congregazione Benedettina di San Nazaro di Verona. Attualmente i resti del monastero sono rovinati dal parziale abbandono e la presenza di abitazioni civili ha fatto perdere, in parte, la sua funzione religiosa. Il patrimonio del Monastero, arredi preziosi e un ricco archivio, è andato disperso. In minima parte è presso l'Archivio di Stato di Verona, il resto in mani private o distrutto. Attualmente è pertinenza della parrocchiale ed ospita la canonica.
- Chiesa parrocchiale dei Santi Vito, Modesto e Crescenzia - XIX secolo
Fu costruita nella prima metà dell'Ottocento, adiacente all'Abbazia del Maffei, recuperando opere forse custodite precedentemente nel monastero. Contiene opere dell'Orbetto (Alessandro Turchi) famoso pittore la cui famiglia proveniva dalla valle, la Vergine tra San Carlo e Sant'Antonio e opere del Cavazzola.

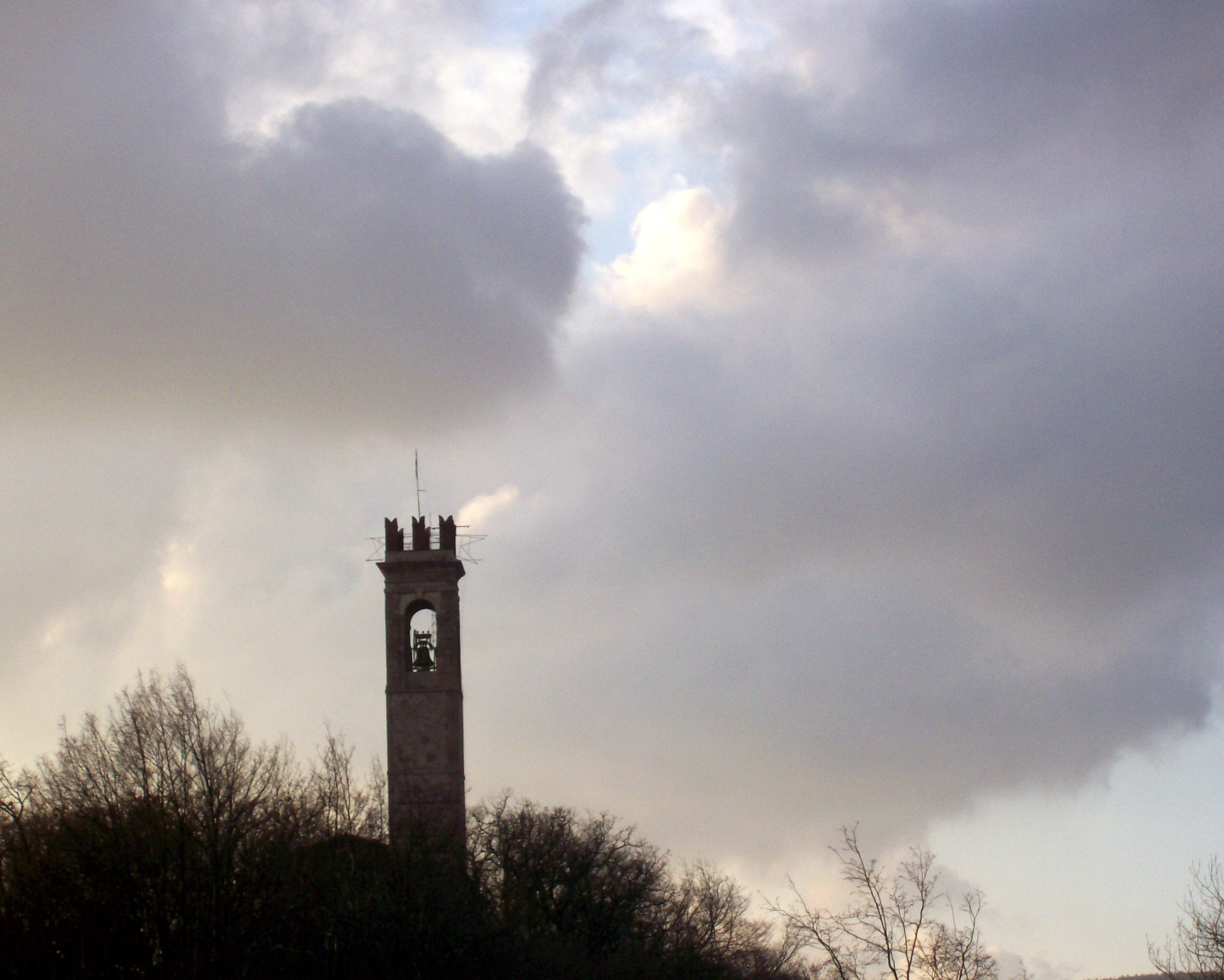
Campanile dell'Abbazia di S. Pietro.
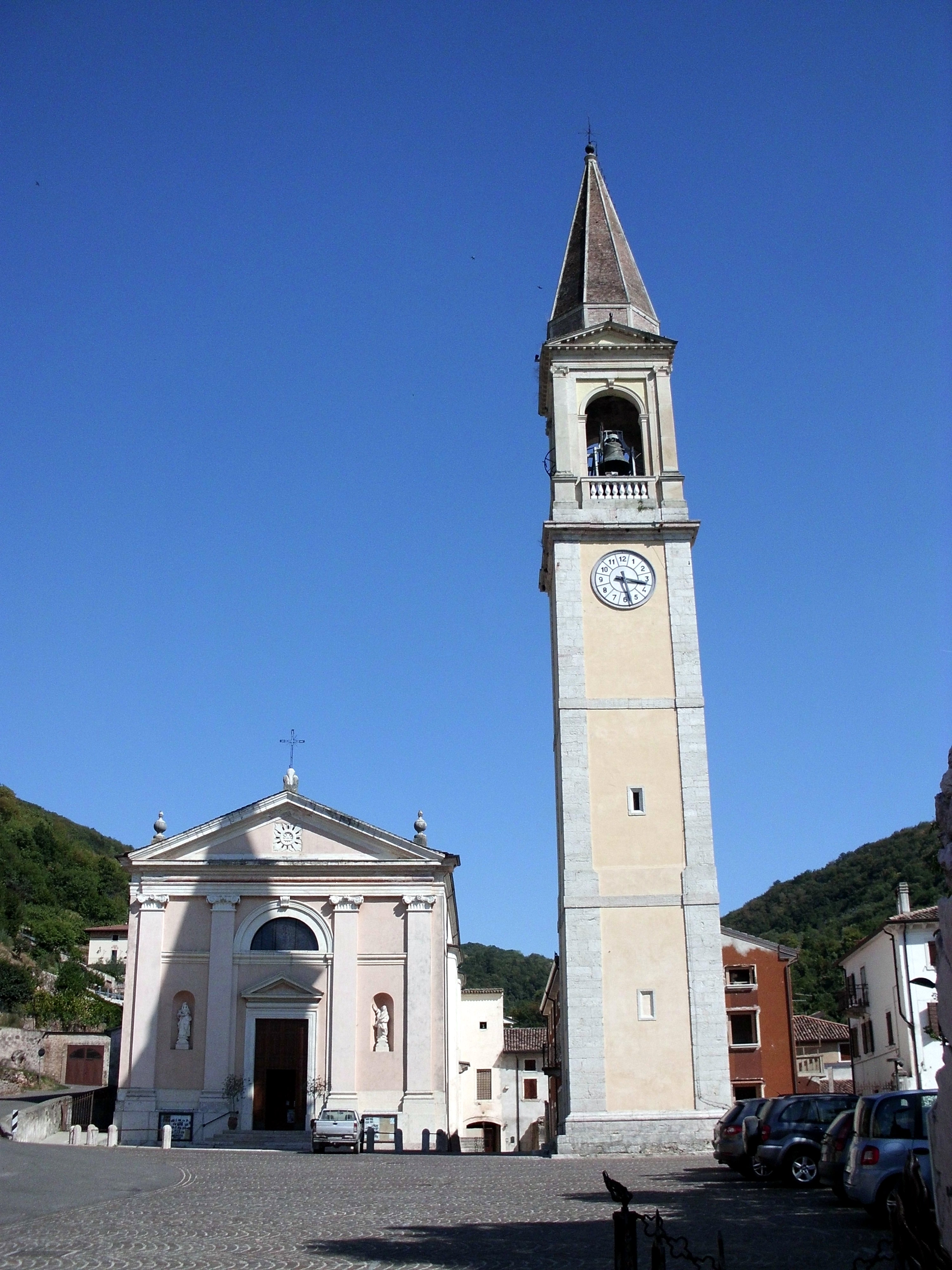
Chiesa parrocchiale dei Santi Vito, Modesto e Crescenzia.
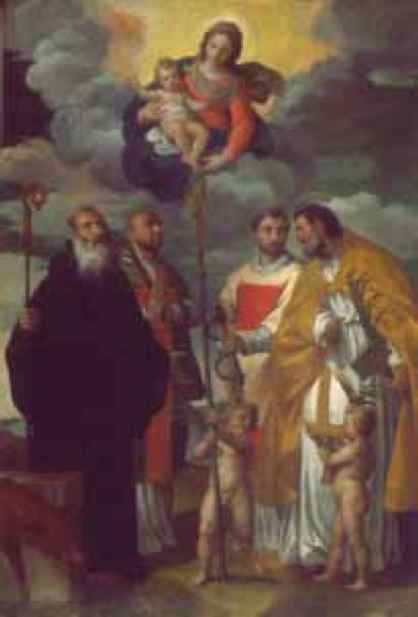
La "Vergine tra San Carlo e Sant'Antonio" dell'Orbetto nella chiesa parrocchiale di Badia Calavena.

### Altro
- Colonne ed edicole sparse
A Valcasara di Sotto: una colonna raffigurante la Beata Vergine con il Bambino. Ai Santoli: un'edicola murata con la raffigurazione di un Crocefisso tra due Marie.
- Affreschi esterni
In particolare nella frazione Sant'Andrea, alcune case private hanno affreschi esterni di notevole pregio.

## Cultura
Una tradizione importante della zona e del comune è quella dei trombini. Sono armi da cerimonia (s-ciopo da sagra), derivate dagli archibugi. Pur essendo dei fucili assomigliano ad una grossa pistola, con una canna ad anima liscia che può essere poligonale o cilindrica e con la bocca che si apre a campana.

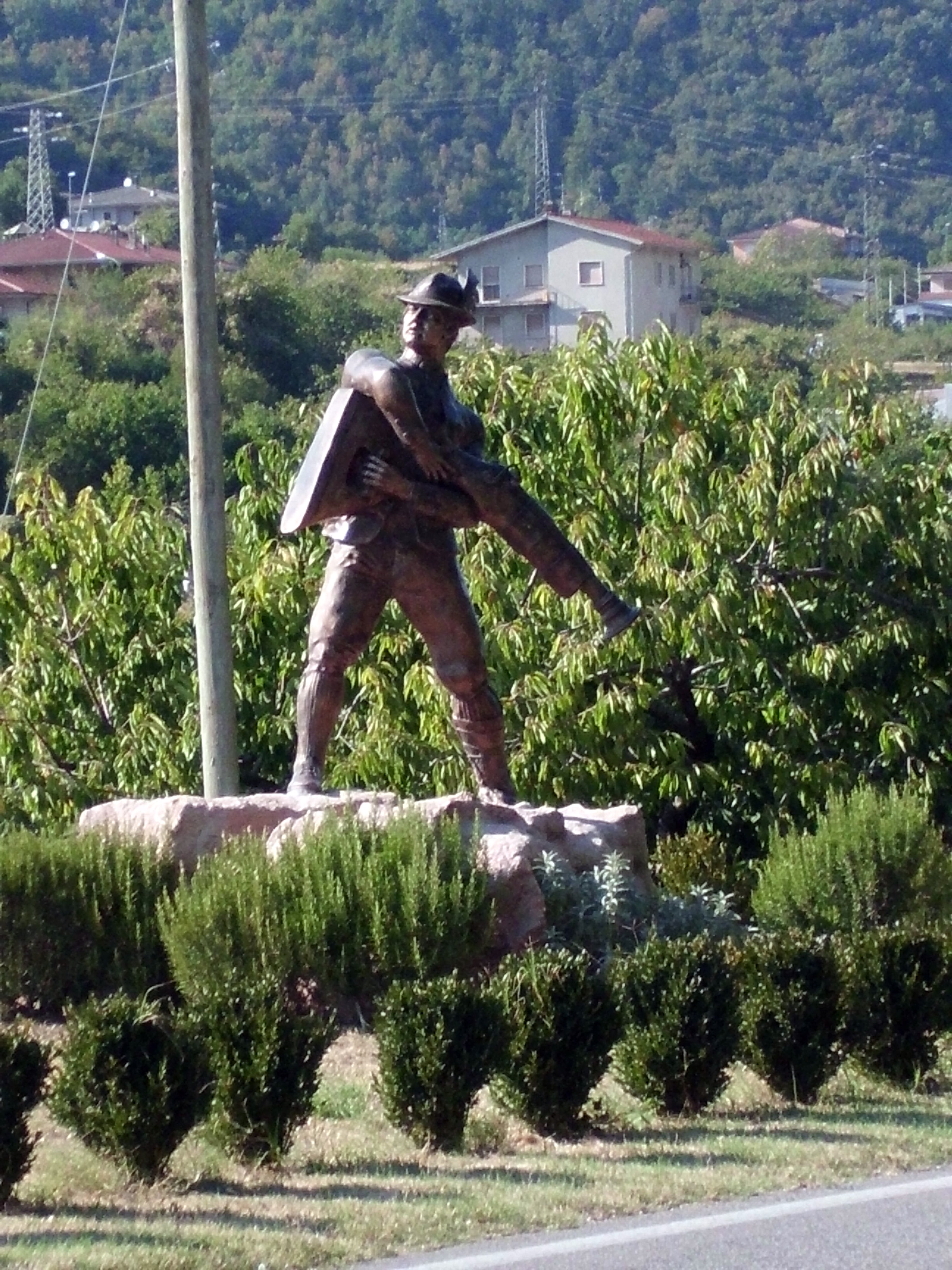
Il monumento ai "Trombini"

### Eventi
- Sagra dell'Abbazia

La seconda domenica di giugno
- Festa di San Pietro

A giugno
- Festa della Madonna del Carmine

In luglio a San Valentino
- Festa dell'Avoto a Sprea

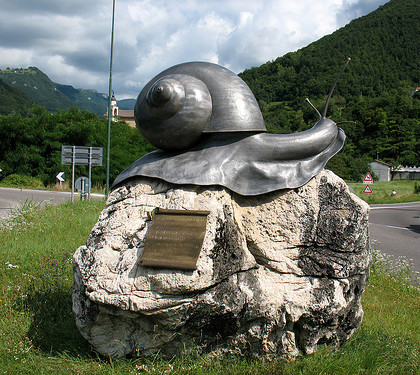
Monumento in ferro battuto dedicato ai bogoni di Sant'Andrea (eretto nel 1996).

L'ultima domenica di luglio. La statua di San Rocco viene portata in processione sul monte Casteche in ringraziamento per la fine della peste del 1630.
- Festa di San Rocco a Sprea

Il 15/16 agosto
- Fiera dei bogoni

A Sant'Andrea (il 30 novembre o la prima domenica di dicembre). Questa rassegna sulle chiocciole, in cimbro snékan gaspearat, è una delle più antiche in Italia. Vengono organizzati incontri sull'elicicoltura e sul tartufo oltre a degustazioni.

## Economia
L'economia di Badia si basa prevalentemente su prodotti dell'artigianato e dell'agricoltura. In misura minore sul turismo.

## Amministrazione
Fa parte della Comunità montana della Lessinia. Inoltre il comune fa parte del movimento patto dei sindaci 
| Periodo      | Periodo      | Primo cittadino        | Partito                       | Carica  | Note   |
| ------------ | ------------ | ---------------------- | ----------------------------- | ------- | ------ |
| maggio 1988  | giugno 1993  | Mariano Dal Dosso      | Democrazia Cristiana          | Sindaco | [ 15 ] |
| giugno 1993  | aprile 1997  | Pietro Lino Ambrosi    | Lista civica                  | Sindaco | [ 16 ] |
| aprile 1997  | maggio 2001  | Stefano Valdegamberi   | Lista civica                  | Sindaco | [ 17 ] |
| maggio 2001  | maggio 2006  | Stefano Valdegamberi   | Lista civica                  | Sindaco | [ 18 ] |
| maggio 2006  | maggio 2011  | Ermanno Anselmi        | Lista civica                  | Sindaco | [ 19 ] |
| maggio 2011  | giugno 2016  | Ermanno Anselmi        | Lista civica "Progetto Badia" | Sindaco | [ 20 ] |
| giugno 2016  | ottobre 2021 | Emanuele Anselmi       | Lista civica "Progetto Badia" | Sindaco |        |
| ottobre 2021 | in carica    | Francesco Valdegamberi | Lista civica "Badia Insieme"  | Sindaco |        |

### Gemellaggi
- Adlkofen, dal 1988